# Young, Wild & Free
Young, Wild & Free (englisch für „Jung, wild & frei“) ist ein Lied der US-amerikanischen Rapper Snoop Dogg und Wiz Khalifa, dessen Refrain von dem Sänger Bruno Mars gesungen wird. Der Song ist die erste Singleauskopplung des Soundtracks Mac & Devin Go to High School und wurde am 11. Oktober 2011 veröffentlicht.

## Inhalt
| Liedteil   | Künstler                 |
| Refrain    | Bruno Mars               |
| 1. Strophe | Wiz Khalifa              |
| 2. Strophe | Snoop Dogg               |
| 3. Strophe | Wiz Khalifa & Snoop Dogg |
| Bridge     | Wiz Khalifa              |

In Young, Wild & Free rappen Snoop Dogg und Wiz Khalifa jeweils aus der Perspektive des lyrischen Ichs darüber, wie sie ihr Leben und ihre Freiheit genießen. Dabei glorifizieren sie detailliert den Konsum von Cannabis und meinen, dass sie sich wieder wie Jugendliche fühlen und einfach Spaß haben. Der von Bruno Mars gesungene Refrain thematisiert neben Cannabis- auch Alkoholkonsum und animiert dazu, sein Leben frei zu gestalten, ohne sich durch die Meinung anderer beeinflussen zu lassen.

“So what we get drunk? So what we smoke weed?

We’re just having fun, we don’t care who sees

So what we go out? That’s how it’s supposed to be

Living young and wild and free”

## Produktion
Der Song wurde von dem Musikproduzenten-Team The Smeezingtons, bestehend aus Bruno Mars, Philip Lawrence und Ari Levine, produziert, die neben Snoop Dogg und Wiz Khalifa auch als Autoren fungierten. Dabei verwendeten sie Samples der Stücke Toot It and Boot It von YG und Ty Dolla Sign (2010) sowie Sneakin’ in the Back von Tom Scott & The L.A. Express (1974), weshalb neben diesen auch Cristopher Brown, Ted Bluechel, Marlon Barrow, Nye Lee, Marquise Newman, Max Bennett, Larry Carlton, John Guerin und Joe Sample als Autoren gelistet sind. Charakteristisch für die Musik ist die Klaviermelodie.

## Musikvideo
Bei dem zu Young, Wild & Free in Montclair (Kalifornien) gedrehten Musikvideo führte Dylan Brown Regie. Es feierte am 26. Oktober 2011 Premiere und verzeichnet auf YouTube rund 800 Millionen Aufrufe (Stand: April 2024). Zu Beginn spielen Wiz Khalifa und Snoop Dogg Golf und diskutieren. Als das Lied startet, werden Szenen aus dem Film Mac & Devin Go to High School gezeigt, in dem beide Rapper kiffende Schüler spielen. Zwischen den Filmsequenzen fahren sie Karts sowie Skateboard und rappen den Song, während sie auf der Motorhaube eines Autos sitzen, Marihuana rauchen und von leichtbekleideten Frauen umgeben sind, die sich amüsieren. Bruno Mars ist nicht im Video zu sehen.

## Single

### Covergestaltung
Das Singlecover zeigt eine Schultafel, auf der die weißen Schriftzüge Snoop Dogg & Wiz Khalifa, Young, Wild & Free sowie Featuring Bruno Mars stehen. Im unteren Teil des Bilds befinden sich ein Apfel, Kreide und ein Schwamm.

### Titelliste
1. Young, Wild & Free (feat. Bruno Mars) – Explicit Version – 3:27
2. Young, Wild & Free (feat. Bruno Mars) – Explicit Video – 4:11

### Chartplatzierungen
Young, Wild & Free stieg am 3. Februar 2012 auf Platz 15 in die deutschen Singlecharts ein, den es auch in der folgenden Woche belegte, bevor es auf Rang 17 fiel. Insgesamt war das Lied 25 Wochen in den Top 100 vertreten. Erfolgreicher war die Single mit Top-10-Platzierungen unter anderem in Neuseeland, Australien, Italien, der Schweiz, Frankreich, Norwegen und den Vereinigten Staaten. In den deutschen Single-Jahrescharts 2012 erreichte der Song Position 86.
| ChartsChartplatzierungen       | Höchstplatzierung | Wochen |
| ------------------------------ | ----------------- | ------ |
| Deutschland (GfK)              | 15 (25 Wo.)       | 25     |
| Österreich (Ö3)                | 17 (18 Wo.)       | 18     |
| Schweiz (IFPI)                 | 6 (36 Wo.)        | 36     |
| Vereinigtes Königreich (OCC)   | 44 (7 Wo.)        | 7      |
| Vereinigte Staaten (Billboard) | 7 (32 Wo.)        | 32     |

| ChartsJahrescharts (2012)      | Platzierung |
| ------------------------------ | ----------- |
| Deutschland (GfK)              | 86          |
| Schweiz (IFPI)                 | 32          |
| Vereinigte Staaten (Billboard) | 32          |

### Verkaufszahlen und Auszeichnungen
Young, Wild & Free erhielt im Jahr 2022 in Deutschland für mehr als 750.000 verkaufte Einheiten eine fünffache Goldene Schallplatte. In den Vereinigten Staaten wurde es 2019 für über sechs Millionen Verkäufe mit sechsfach-Platin ausgezeichnet. Die weltweiten Verkaufszahlen belaufen sich auf mehr als acht Millionen.
| Land/Region                  | Auszeichnungen für Musikverkäufe (Land/Region, Auszeichnung, Verkäufe) | Verkäufe  |
| ---------------------------- | ---------------------------------------------------------------------- | --------- |
| Australien (ARIA)            | 5× Platin                                                              | 350.000   |
| Belgien (BRMA)               | Gold                                                                   | 15.000    |
| Dänemark (IFPI)              | Gold                                                                   | 15.000    |
| Deutschland (BVMI)           | 5× Gold                                                                | 750.000   |
| Frankreich (SNEP)            | —                                                                      | 69.900    |
| Italien (FIMI)               | 3× Platin                                                              | 150.000   |
| Kanada (MC)                  | 3× Platin                                                              | 240.000   |
| Mexiko (AMPROFON)            | Gold                                                                   | 30.000    |
| Neuseeland (RMNZ)            | 6× Platin                                                              | 180.000   |
| Österreich (IFPI)            | Gold                                                                   | 15.000    |
| Schweden (IFPI)              | 2× Platin                                                              | 80.000    |
| Schweiz (IFPI)               | Gold                                                                   | 15.000    |
| Spanien (Promusicae)         | Platin                                                                 | 60.000    |
| Vereinigte Staaten (RIAA)    | 6× Platin                                                              | 6.000.000 |
| Vereinigtes Königreich (BPI) | Platin                                                                 | 600.000   |
| Insgesamt                    | 6× Gold · 29× Platin ·                                                 | 8.569.900 |

Hauptartikel: Snoop Dogg/Auszeichnungen für Musikverkäufe
Bei den Grammy Awards 2013 wurde Young, Wild & Free in der Kategorie Best Rap Song nominiert, unterlag jedoch dem Lied Niggas in Paris von Jay-Z und Kanye West.